# Mandevilla nacapulensis
Mandevilla nacapulensis är en oleanderväxtart som först beskrevs av Richard Stephen Felger och James Solberg Henrickson, och fick sitt nu gällande namn av A.O.Simões, Kin.-gouv. och M.E.Endress. Mandevilla nacapulensis ingår i släktet Mandevilla och familjen oleanderväxter. Inga underarter finns listade i Catalogue of Life.